# Großer Halken 1–7 (Aschersleben)

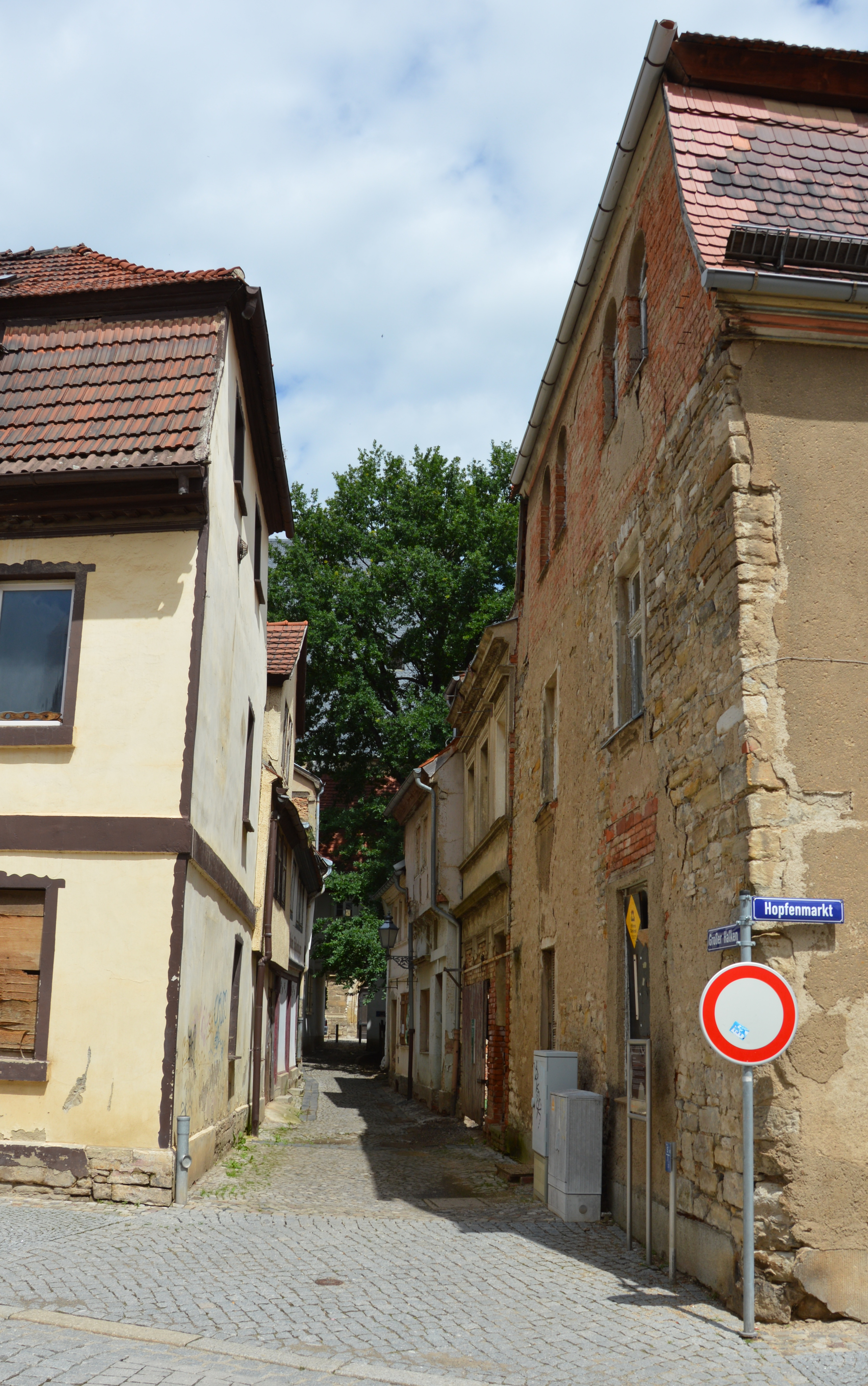
Großer Halken

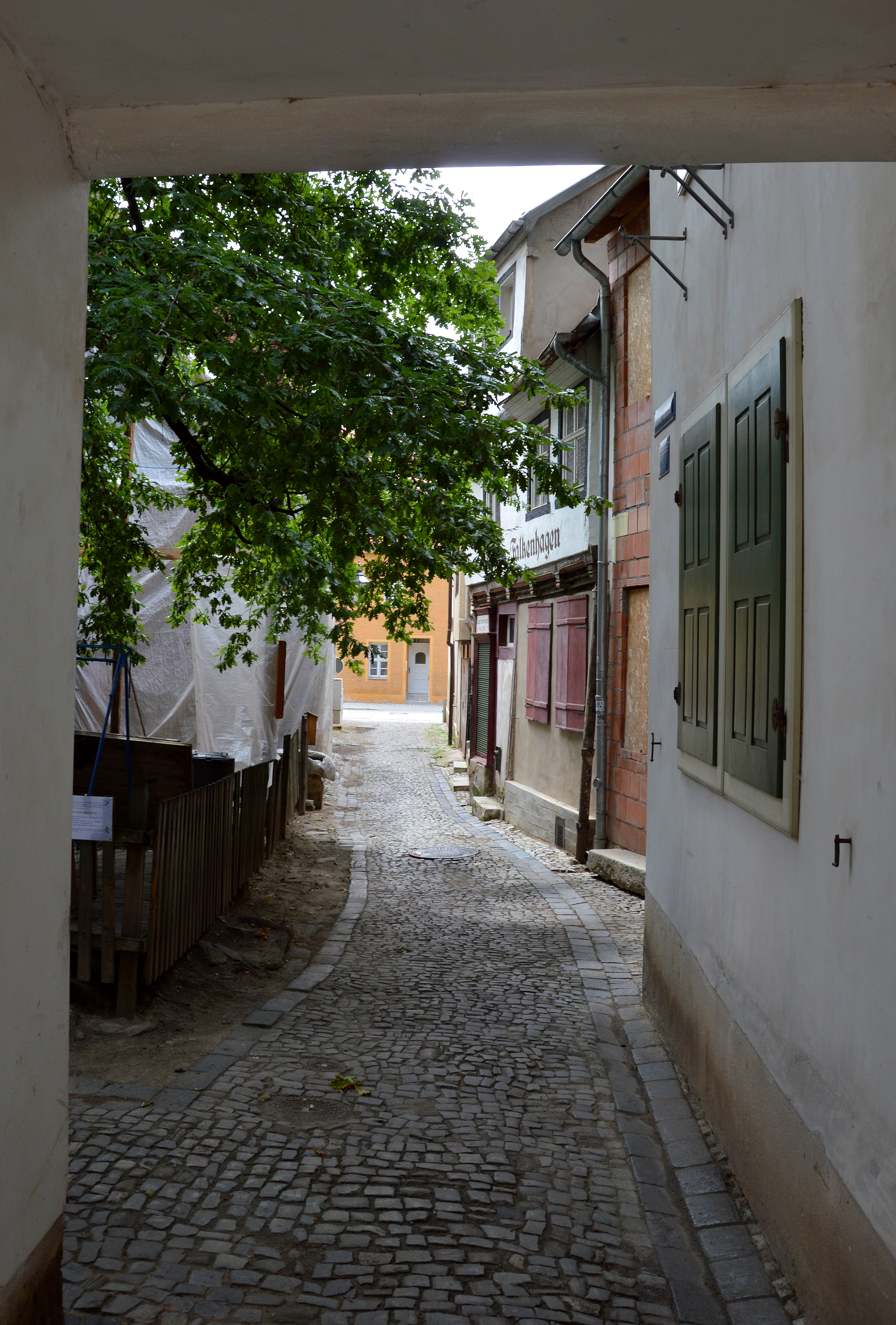
Blick von Norden

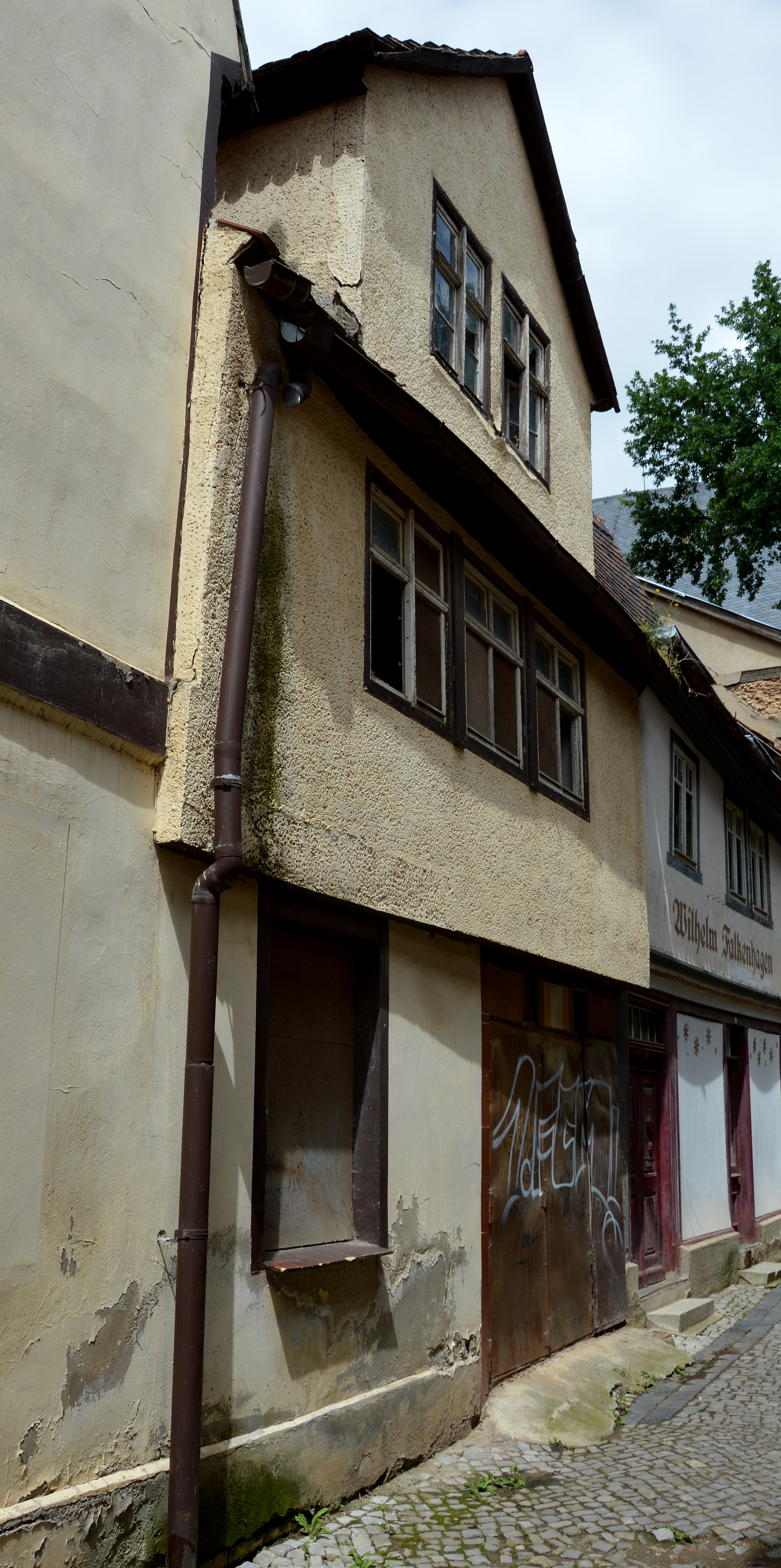
Gebäude Großer Halken 4

Großer Halken 1–7 ist die im örtlichen Denkmalverzeichnis eingetragene Bezeichnung für einen Denkmalbereich in Aschersleben in Sachsen-Anhalt.

## Lage
Er befindet sich im südlichen Teil der Ascherslebener Innenstadt, südlich der Sankt-Stephani-Kirche zwischen dem nördlich gelegenen Stephanikirchhof und der südlich verlaufenden Straße Hopfenmarkt. Im nördlichen Teil des Großen Halken mündet von Osten die kleine, ebenfalls denkmalgeschützte Gasse Kleiner Halken ein. Im Areal der Einmündung besteht im Bereich des Grundstücks Großer Halken 8 eine kleine platzartige Erweiterung, in der eine große Eiche steht. Neben den Gebäuden Großer Halken 1, 4, 5 und 7 sind auch die als Einzeldenkmale ausgewiesenen Häuser Großer Halken 2, 3 und 6 Teil des Denkmalbereichs.

## Geschichte und Architektur
Der Name Halken geht auf Hallechen genannte kleine Markthallen bzw. Verkaufsstände zurück, die im 13. Jahrhundert südlich der Sankt-Stephani-Kirche entstanden waren. Die dabei entstandenen festen Buden wurden zu Häusern umgebaut und später erweitert. Es entstand so das sehr kleinteilige städtische Quartier.
Die schmale Gasse ist beidseitig von zwei- bis dreigeschossigen Gebäuden bebaut, die in der Zeit vom 16. bis zum 19. Jahrhundert entstanden. In der Gasse betrieben kleine Handwerker und Händler ihre Geschäfte. Bis Anfang der 1860er Jahre dominierten Tuchmachergeschäfte. Noch bis in die 1990er Jahre bestand das Geschäft Falkenhagen in der Hausnummer 3.
Mehrere der Gebäude stehen jedoch heute (Stand 2016) leer und sind dringend sanierungsbedürftig. Es droht der Verlust von Gebäuden, was den Denkmalbereich schwer beeinträchtigen würde.
Im örtlichen Denkmalverzeichnis ist der Straßenzug unter der Erfassungsnummer 094 80460 als Denkmalbereich verzeichnet.